# طارق حامد
طارق حامد (عربی: طارق حامد؛ زادهٔ ۲۴ اکتبر ۱۹۸۸) یک بازیکن فوتبال اهل مصر است.

## باشگاهی
از باشگاه‌هایی که در آن بازی کرده‌است می‌توان به باشگاه ورزشی زمالک اشاره کرد.

## تیم ملی
وی همچنین در تیم‌های ملی فوتبال مصر بازی کرده است.